# Casos de xenofobia e racismo relacionados à pandemia de COVID-19
A pandemia de COVID-19, identificada pela primeira vez em Wuhan, Hubei, China, em 1 dezembro de 2019, levou ao aumento do preconceito, xenofobia, discriminação, violência e racismo contra chineses e outras nacionalidades da Ásia e do Sudeste Asiático, principalmente na Europa, no Oriente Médio e na América do Norte. Alguns países da África e América Latina também relataram um crescente sentimento antichinês.
Em 30 de janeiro de 2020, o Comitê de Emergência da Organização Mundial da Saúde emitiu uma declaração aconselhando todos os países a estarem atentos aos "princípios do Artigo 3" do Regulamento Sanitário Internacional (RSI), que a OMS afirma ser uma advertência contra "ações que promovem estigma ou discriminação ", ao conduzir medidas de resposta nacional à pandemia.

## Incidentes

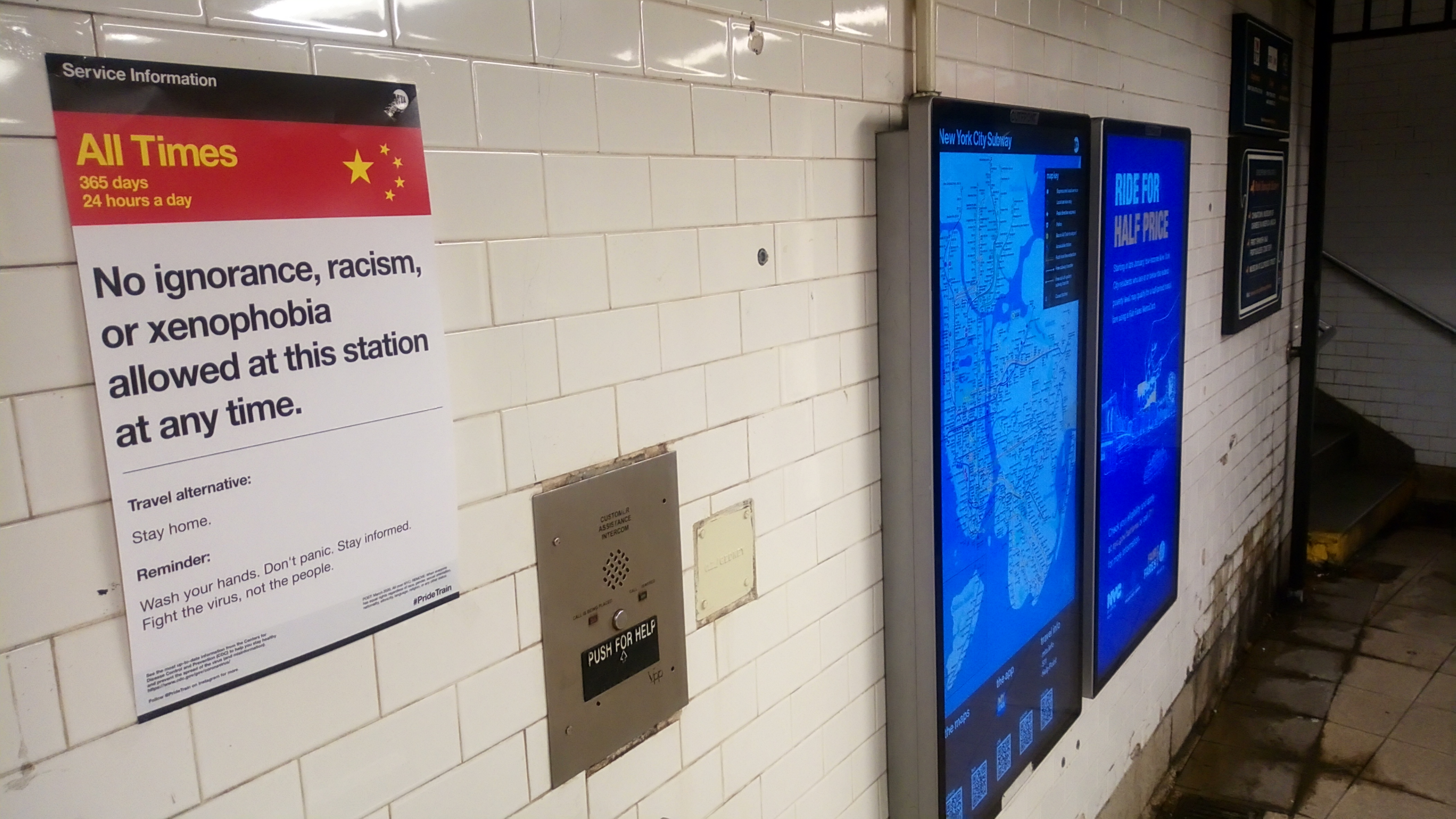
Cartaz antixenofobia no metrô de Nova Iorque.

Desde o início da pandemia que se tem observado um aumento da discriminação, xenofobia e racismo contra pessoas de ascendência chinesa ou do extremo oriente, com incidentes em vários países, sobretudo na Europa, América do Norte e região da Ásia-Pacífico, mas também em alguns países de África. Muitos residentes de Wuhan e Hubei têm relatado sentir-se discriminados com base na sua origem regional. Desde o avanço do surto para outros países, cidadãos italianos têm também sido alvo de suspeição e xenofobia.
Em vários países, incluindo Malásia, Nova Zelândia, Singapura e Coreia do Sul, têm havido petições online com o intuito de criar pressão nos governos para impedir a entrada no país de cidadãos chineses. No Japão, uma hashtag com o nome  #ChineseDontComeToJapan esteve nas tendências do Twitter. Vários cidadãos chineses no Reino Unido relataram um aumento de racismo, tendo sido feitas queixas de casos de agressão. Vários protestantes na Ucrânia atacaram ônibus que transportavam cidadãos ucranianos e estrangeiros que tinham sido evacuados de Wuhan. Estudantes do nordeste da Índia, que faz fronteiras com a China, e que estudam nas principais cidades indianas, têm relatado episódios de assédio relacionados com o surto de coronavírus. Autoridades locais na Bolívia colocaram em quarentena cidadãos japoneses, apesar de não terem nenhum sintoma da doença. Nas cidades russas de Moscovo e Ecaterimburgo cidadãos chineses foram alvo de campanhas de quarentena forçada e rusgas policiais, que foram condenadas por ativistas dos direitos humanos como tendo critérios racistas. A embaixada chinesa na Alemanha reconheceu um aumento de casos de hostilidade contra os seus cidadãos desde o início do surto. Em escolas da região de Paris, várias crianças de ascendência asiática foram ostracidadas e humilhadas com base na sua origem. Muitos franco-vietnamitas relatam também ter sido assediados desde o início do surto.
Em 30 de janeiro, o Comité de Emergência da OMS emitiu um comunicado aconselhando todos os países a ter presente os princípios do 3º Artigo do Regulamento Sanitário Internacional, que afirma ser necessária prudência contra ações que promovam estigma ou discriminação ao conduzir medidas de resposta nacionais ao surto.
Nos Estados Unidos, cerca de 58% dos americanos de origem asiática e 45% dos afro-americanos acreditam que as visões racistas em relação a eles aumentaram desde a pandemia, de acordo com uma pesquisa feita em julho de 2020 pela Pew Research.

### Argentina
Em 26 de fevereiro de 2020, na cidade de La Plata, foi relatado um incidente envolvendo uma briga entre um dono de supermercado chinês e um entregador argentino. A briga foi desencadeada porque o entregador brincou dizendo "¿Qué hacés, coronavirus?" ("Está fazendo o que, coronavírus?"), fazendo uma piada sobre o povo chinês e o coronavírus. Os dois homens ficaram feridos e a polícia teve que intervir mais tarde.